# 保罗·米勒 (拳击运动员)
保罗·米勒（英語：Paul Miller，1978年11月15日—），澳大利亚男子拳击运动员。他曾代表澳大利亚参加2002年英联邦运动会拳击比赛，获得一枚金牌。他也曾参加2000年夏季奥林匹克运动会。